# Ubaldo Gandolfi
Ubaldo Gandolfi (San Matteo della Decima, 14 ottobre 1728 – Ravenna, 24 luglio 1781) è stato un pittore italiano,  attivo principalmente a Bologna e dintorni.

## Biografia
Nato a San Matteo della Decima, all'età di diciassette anni fu ammesso all'Accademia Clementina, dove fu allievo di Ercole Graziani, Felice Torelli ed Ercole Lelli. Proveniva da una grande famiglia di prolifici artisti, tra i quali anche i suoi figli Giovanni Battista e Ubaldo Lorenzo, come anche il fratello Gaetano e i nipoti Mauro, Democrito e Clementina.
Il lavoro di Ubaldo Gandolfi si estende fra il Barocco e il Neoclassico, e richiama specificamente lo stile di Ludovico Carracci. Egli completò, fra il 1770 e il 1775, una serie di tele di tema mitologico per il Palazzo Marescalchi di Bologna, due delle quali si trovano ora nel Museum of North Carolina.

## Opere
- Pinacoteca Civica "Il Guercino", Cento, Annunciazione (1777), olio su tela, cm 303x191. Iscrizione: sulla base dell'inginocchiatoio U.G 1777);
- Fondazione Cassa di Risparmio di Cento, Cento, La Madonna consegna Gesù Bambino a San Gaetano da Thiene alla presenza di tre angeli (1775) olio su tela, cm 207.5 x 146. Iscrizione: in basso a sinistra "U.G".
- Fondazione Cassa di Risparmio di Cento, Cento, I Santi Sebastiano e Rocco, olio su tela 70 x 42 cm, bozzetto di quella che fu una grande Pala d'altare che andò distrutta da un incendio nell'Ottocento.
- Pinacoteca civica "Donatello Stefanucci" di Cingoli, Immacolata Concezione (1769-1771), olio su tela, 266 x 178 cm, già nella chiesa di Santo Spirito in Cingoli.
- Pinacoteca nazionale di Brera, San Francesco riceve le stimmate (1768), olio su tela, 266x178 cm, già nella chiesa di Santo Spirito in Cingoli.
- Il Museo d'arte MdAO di Avellino possiede l'interessante tela Il Sacro Cuore adorato dai cherubini del 1770.
- chiesa di Santa Maria Maggiore a Castel San Pietro Terme pala d'altare con la Vergine in gloria con i santi.[1]
- chiesa di Santa Maria in Garda a Villa Fontana, tela di Santa Lucia e stemma della Partecipanza.
- Museo civico di Modena, Testa di giovane